# Akantocyt

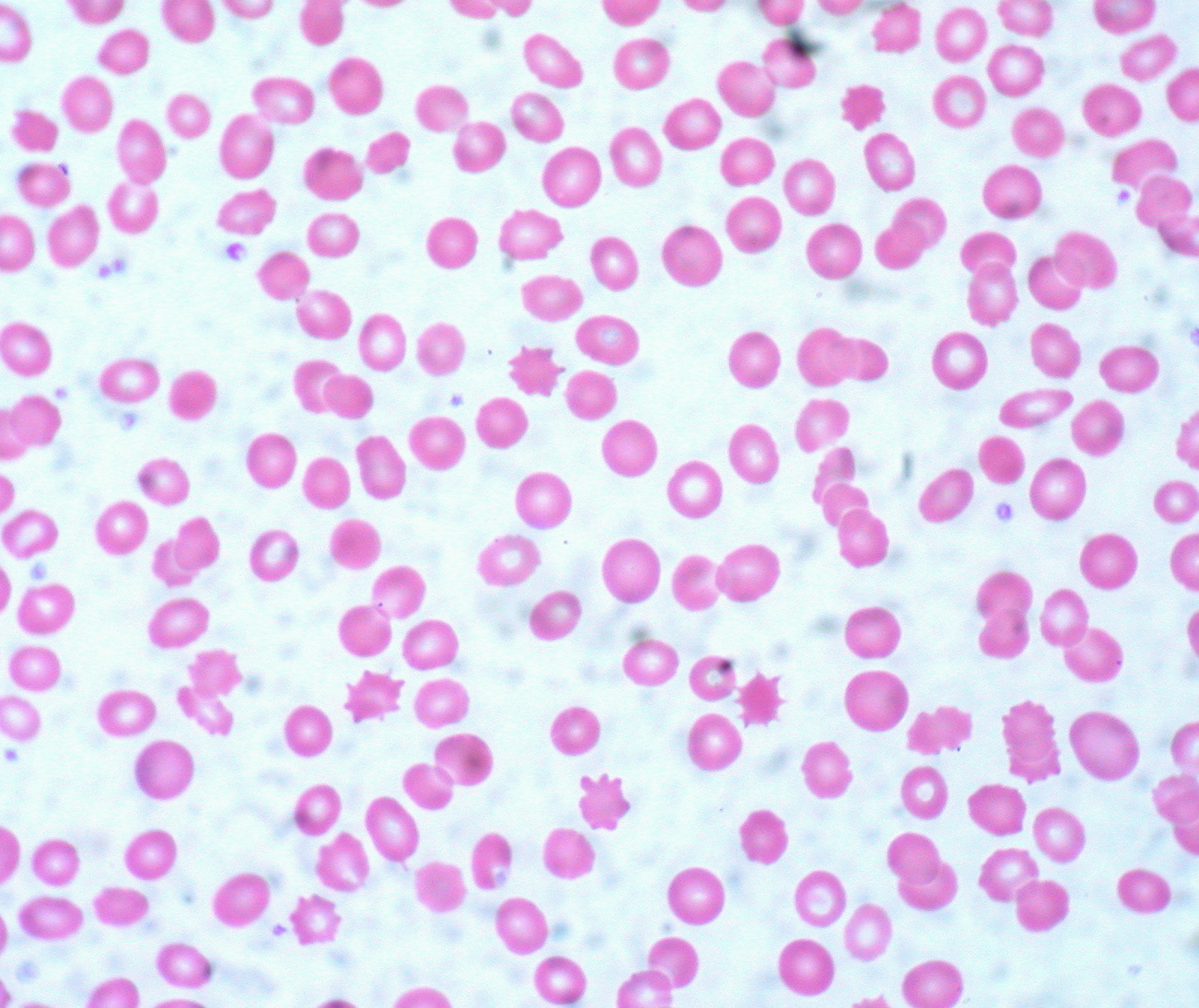
Periferní krev zobrazená světelnou mikroskopií, akantocyty jsou nepravidelně tvarované nekruhové buňky

Akantocyt (z řeckého slova ἄκανθα acantha, což znamená 'trn') v biologii a medicíně odkazuje na abnormální formu červených krvinek, která má buněčnou membránu s trnitým povrchem. Některé specifické formy akantocytů se označují jako spur cells (ostruhové buňky). Akantocyty lze zaměnit za echinocyty nebo schistocyty.
Akantocyty mají nepravidelně rozmístěné, různě velké trny, a připomínají tak mnohocípé hvězdy. Lze je nalézt na krevních nátěrech při abetalipoproteinémii, při onemocnění jater, chorea akantocytóze, McLeodově syndromu a několika dědičných neurologických a jiných poruchách, jako je neuroakantocytóza, mentální anorexie, infantilní pyknocytóza, hypotyreóza, idiopatická neonatální hepatitida, alkoholová hepatitida, kongestivní splenomegalie, Zieveho syndrom a chronická granulomatózní onemocnění.

## Užití
Synonymem pro akantocyty může být výraz spur cells, ale v některých zdrojích může znamenat specifickou podskupinu „extrémních akantocytů“, které byly profiltrovány červenou pulpou sleziny, a došlo tak k další ztrátě buněčné membrány, čímž se otupily trny a krvinky se staly sférocytickými („sferoakantocyty“). Tyto specifické změny byly pozorovány u některých pacientů se závažným onemocněním jater. 
Akantocytóza může obecně odkazovat na přítomnost tohoto typu trnitých červených krvinek, jaké lze nalézt u těžké cirhózy jater nebo pankreatitidy, ale může se také týkat abetalipoproteinémie, stavu s akantocytárními červenými krvinkami, neurologickými problémy a přítomnosti vysokého množství tuku ve stolici (steatorea). Tato konkrétní příčina akantocytózy (také známá jako abetalipoproteinémie, nedostatek apolipoproteinu B a Bassen-Kornzweigův syndrom) je vzácný, geneticky dědičný, autozomálně recesivní stav způsobený neschopností plně trávit tuky ve střevech v důsledku různých mutací genů mikrosomálního triglyceridového transferového proteinu (MTTP).

## Patofyziologie

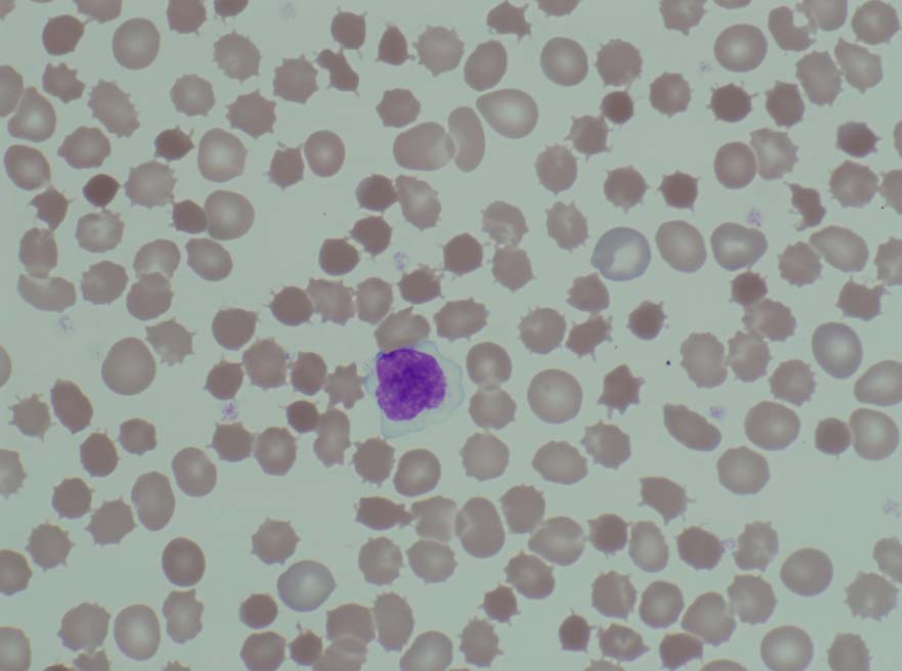
Akantocytóza u pacienta s abetalipoproteinémií

Akantocyty vznikají buď změnami membránových lipidů nebo strukturálních proteinů. Změny membránových lipidů jsou pozorovány u abetalipoproteinémie a jaterní dysfunkce. Změny v membránových strukturních proteinech jsou pozorovány u neuroakantocytózy a McLeodova syndromu.
Při jaterních poruchách se lipoprotein s deficitem apolipoproteinu A-II hromadí v plazmě a způsobuje zvýšenou koncentraci cholesterolu v červených krvinkách. To potom vede k poruchám membrány červených krvinek a způsobuje morfologické změny červených krvinek ve slezině a tvorbě akantocytů.
Dalšími příznaky abetalipoproteinemie jsou také deficit lipidů a vitaminu E, což také způsobuje abnormální vzhled červených krvinek. 

## Diferenciální diagnózy

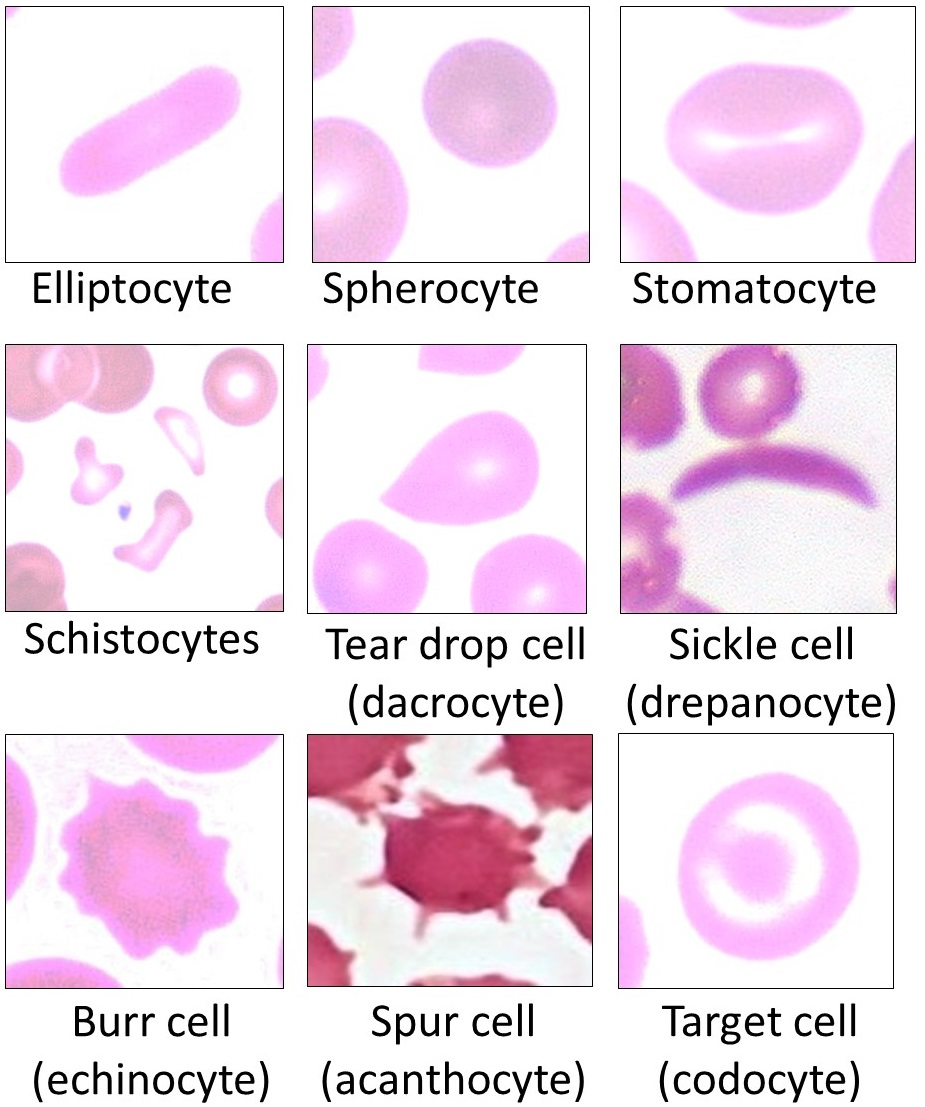
Akantocyty ve srovnání s jinými formami poikilocytózy

Diferenciálně diagnosticky při nálezu akantocytózy je třeba zvažovat i akutní nebo chronické formy anémie, hepatitidy A, B a C, hepatorenální syndromu, hypopituitarismus, malabsorpční syndrom a malnutrici. 
Sekundární akantocytóza je následkem podvýživy, jako je mentální anorexie a cystická fibróza, a odeznívá s vyřešením nutričního deficitu. Akantocytům podobné buňky lze nalézt při hypotyreóze, po splenektomii (chirurgické odstranění sleziny) a při myelodysplazii.
Akantocyty lze odlišit od echinocytů, které mají mnohočetné, malé, vyčnívající trny v pravidelných odstupech na buněčné membráně. Echinocyty lze obvykle nalézt při uremii, ale jsou pozorovány i u mnoha jiných stavů, včetně mírné hemolýzy, při hypomagnezémii a hypofosfatémii, hemolytické anémii u běžců na dlouhé tratě a deficitu pyruvátkinázy. Echinocyty mohou také vznikat druhotně v důsledku manipulace se vzorkem, např. v důsledku zvýšeného pH, dlouhým uložením vzorku krve, vyčerpání ATP, akumulace vápníku a kontaktu se sklem. Od keratocytů se potom akantocyty odlišují tím, že keratocyty mají jen několik velkých výběžků.